# Barringtonia josephstaalensis
Barringtonia josephstaalensis är en tvåhjärtbladig växtart som beskrevs av W.N.Takeuchi. Barringtonia josephstaalensis ingår i släktet Barringtonia och familjen Lecythidaceae. Inga underarter finns listade i Catalogue of Life.